# 坂崎かおる
坂崎 かおる（さかさき かおる、1984年 - ）は、日本の小説家。東京都生まれ。

## 経歴
2020年、十数年ぶりに書いた小説「リモート」で第1回かぐやSFコンテスト審査員特別賞受賞。以降も公募文学賞や小説コンテストへの投稿を続け、受賞・入賞作多数。多くの文芸アンソロジーに作品が収録される。
2024年、初の単著となる『嘘つき姫』を上梓する。同年、「ベルを鳴らして」で第77回日本推理作家協会賞短編部門受賞、「海岸通り」で第171回芥川龍之介賞候補。
2025年、『箱庭クロニクル』で第46回吉川英治文学新人賞受賞。

## 受賞・候補歴
- 2020年 - 「リモート」で第1回かぐやSFコンテスト審査員特別賞受賞。
- 2021年 - 「電信柱より」で第3回百合文芸小説コンテストSFマガジン賞受賞[4]。「ファーサイド」で第1回日本SF作家クラブの小さな小説コンテスト日本SF作家クラブ賞受賞[5]。
- 2022年 - 「あたう」で第28回三田文学新人賞佳作受賞[6]。「嘘つき姫」で第4回百合文芸小説コンテスト大賞受賞[7]。
- 2023年 - 「僕のタイプライター」で第1回幻想と怪奇ショートショートコンテスト優秀作受賞[8]。「渦とコリオリ」で第6回阿波しらさぎ文学賞受賞（後に受賞辞退[9]）。
- 2024年 - 「ベルを鳴らして」で第77回日本推理作家協会賞短編部門受賞[10]。「海岸通り」で第171回芥川龍之介賞候補[11]。
- 2025年 - 『箱庭クロニクル』で第46回吉川英治文学新人賞受賞。

## 作品リスト

### 単行本
- 『嘘つき姫』（河出書房新社、2024年3月）
  - 「ニューヨークの魔女」 - 『スピン/spin』第4号、河出書房新社、2023年6月。
  - 「ファーサイド」 - 初出:pixiv、2021年6月[12]。
  - 「リトル・アーカイブス」 - 『SFアンソロジー 新月/朧木果樹園の軌跡』、社会評論社、2022年8月。
  - 「リモート」 - 初出:VG+、2020年7月[13]。
  - 「私のつまと、私のはは」 - 書き下ろし
  - 「あーちゃんはかあいそうでかあいい 」 - 『零合 百合総合文芸誌』創刊号、零合舎、2023年2月。
  - 「電信柱より」 - 『S-Fマガジン』2021年8月号、早川書房、2021年6月。
  - 「嘘つき姫」 - 『コミック百合姫』2023年1月号、一迅社、2022年11月。
  - 「日出子の爪」 - 書き下ろし
- 『海岸通り』（文藝春秋、2024年7月）
  - 初出:『文學界』2024年2月号
- 『箱庭クロニクル』（講談社、2024年11月）
  - 「ベルを鳴らして」 - 『小説現代』2023年7月号
  - 「イン・ザ・ヘブン」 - 『小説現代』2023年10月号
  - 「名前をつけてやる」 - 書き下ろし
  - 「あしながおばさん」 - 書き下ろし
  - 「あたたかくもやわらかくもないそれ」 - 『小説現代』2024年4月号
  - 「渦とコリオリ」[14] - 『徳島新聞』2023年8月26日

### アンソロジー収録
- 「リトル・アーカイブス」 - 『SFアンソロジー 新月/朧木果樹園の軌跡』（社会評論社、2022年8月）
- 「電信柱より」 - 『ベストSF2022』（竹書房文庫、2022年8月）
  - 初出:『S-Fマガジン』2021年8月号
- 「嘘つき姫」 - 『百合小説コレクション wiz』（河出文庫、2023年2月）
  - 初出:『コミック百合姫』2023年1月号
- 「僕のタイプライター」 - 『幻想と怪奇 ショートショート・カーニヴァル』（新紀元社、2023年6月）
- 「いぬ」 - 『水都眩光 幻想短篇アンソロジー』（文藝春秋、2023年9月）
  - 初出:『文學界』2023年5月号「母の散歩」を改題
- 「封印」 - 『乗物綺談 異形コレクションLVI』（光文社文庫、2023年11月）
- 「本棚は知っている」 - 『幻想と怪奇 不思議な本棚 ショートショート・カーニヴァル』（新紀元社、2024年6月）
- 「ベルを鳴らして」 - 『ザ・ベストミステリーズ2024』（講談社、2024年6月）
  - 初出:『小説現代』2023年7月号
- 「ニューヨークの魔女」 - 『文学2024』（講談社、2024年6月）
  - 初出:『スピン/spin』第4号（2023年6月）
- 「エリーゼの君に」 - 『メロディアス 異形コレクションLVIII』（光文社文庫、2024年12月）

### 単行本未収録
小説
- 「あたう」[15] - 『三田文学』2022年春季号
- 「花泥棒」[16] - 『小説推理』2024年12月号
- 「箱庭クロニクル」 - 『小説現代』2024年12月号
- 「ゴールデンステート」 - 『小説新潮』2024年12月号
- 「青を売る」 - 『小説NON』2025年1月号から連載
- 「サンクトペテルブルクの鍋」 - 『GOAT』Summer 2025（2025年6月）

エッセイ・書評
- 「かわをくだる」 - 『小説すばる』2021年6月号
- 「エーゴ」 - 『文學界』2022年5月号
- 「オムニバス」 - 『小説すばる』2022年12月号
- 「趣味がない」 - 『小説 野性時代』2024年7月号
- 「アンケート あの人のブックマーク」 - 『文學界』2024年10月号
- 「「平成」の頭から尻尾までまるまると」（綿矢りさ『激しく煌めく短い命』書評） - 『文藝』2025年秋季号
- 「ふんわりとした祝祭感」 - 『文學界』2025年8月号